# Canales de la Sierra
Canales de la Sierra – gmina w Hiszpanii, w prowincji La Rioja, w La Rioja, o powierzchni 54,44 km². W 2011 roku gmina liczyła 88 mieszkańców.